# 31-й Вирджинский пехотный полк
31-й Вирджинский пехотный полк (The 31th Virginia Volunteer Infantry Regiment) — пехотный полк, набранный в штате Вирджиния для армии Конфедерации во время Гражданской войны в США. Он сражался в основном в составе Северовирджинской армии и прошёл все сражения на востоке от сражения при Чит-Маунтин до капитуляции при Аппоматтоксе.

## Формирование
31-й Вирджинский был сформирован летом 1861 года и принят в армию Конфедерации в июле. Его роты были набраны в основном в округах Мэрион, Пендлетон и Гилмер. Его первым командиром стал полковник Самуэль Рейнольдс, майором — Джон Стринджер Хоффман (Хоффман записался в полк рядовым роты С в мае, в июне стал сержант-майором, а в декабре — майором).
Впоследствии им командовал Уильям Джексон, двоюродный брат генерала Томаса Джексона.

## Боевой путь
В июле полк был включён в бригаду Роберта Гарнетта и под командованием Уильяма Джексона участвовал в сражении при Рич-Маунтин. В сентябре он был сведён в бригаду Генри Джексона с 23-м и 25-м Вирджинскими и 3-м Арканзасским полками, и участвовал в сражении при Чит-Маунтин.
В ноябре 31-й числился в бригаде Джонсона и был отправлен со всей бригадой на усиление отряда Томаса Джексона, и в составе этого отряда участвовал в экспедиции в Ромни. 13 декабря бригада Джонсона участвовала в сражении при Кэмп-Эллени.
1 мая полк прошёл реорганизацию. Майор Хоффман стал полковником, Альфред Джексон стал подполковником, а Джозеф Ченовит — майором. Бригада Джонсона (известная как «Северо-Западная армия») была снова передана на усиление Джексона и 8 мая участвовала в сражении при Макдауэлл. После сражения полк был переброшен в долину Шенандоа и 20 мая 1862 года переведён в бригаду Арнольда Элзи.
Он участвовал в сражениях при Кросс-Кейс и при Порт-Репаблик.
В июне полк был включён в бригаду Арнольда Элзи, который был ранен 8 июня и бригаду возглавил Джеймс Уокер. В составе этой бригады полк был переброшен под Ричмонд и принял участие в Семидневной битве. Полк сражался при Гейнс-Милл и при Малверн-Хилл, после чего был переброшен в Северную Вирджинию для участия в Северовирджинской кампании.
9 августа 1862 года полк участвовал в сражении у Кедровой горы, где был ранен подполковник Джексон, затем сражался у станции Бристо, а 28 — 30 августа участвовал во втором сражении при Булл-Ран. Чрез несколько дней полк был задействован при Шантильи, а затем началась Мерилендская кампания и полк (в составе бригады Джубала Эрли) участвовал во взятии Харперс-Ферри, а 17 сентября сражался при Энтитеме, где участвовал в атаке на фланг федеральной дивизии Седжвика.
В декабре 1862 года полк участвовал в сражении при Фредериксберге, где не понёс существенных потерь.